# Playboy TV
Playboy – telewizja erotyczna, powstała na bazie miesięcznika Playboy.

## Dostępność
- Cyfrowy Polsat – pozycja nr 908
- Platforma Canal+ – pozycja nr 290
- Multimedia Polska – pozycja nr 908